# Deutscher Seesportverband
Dem Deutschen Seesportverband e. V. (DSSV) mit Sitz in Berlin gehören etwa 110 Vereine aus dem Bereich des Seesports in Thüringen, Sachsen, Sachsen-Anhalt, Brandenburg, Berlin, Mecklenburg-Vorpommern, Schleswig-Holstein, Nordrhein-Westfalen und Bayern mit über 3500 Mitgliedern an. Er ist der einzige deutsche Sportverband in diesem Metier. Verbandszeitung ist die mehrmals im Jahr erscheinende Seesport direkt.

## Geschichte
Im Jahr 1987 wurde in Strausberg bei Berlin unter dem Dach der Gesellschaft für Sport und Technik der Deutsche Seesportverband der DDR gegründet, der sich mit Training und Wettkampf im Seesportmehrkampf befasste. 1990 gab sich der Verband seinen jetzigen Namen und wählte Jörg Wenke zum Präsidenten. Derzeit ist André Seidel Präsident des DSSV.

## Wettkämpfe

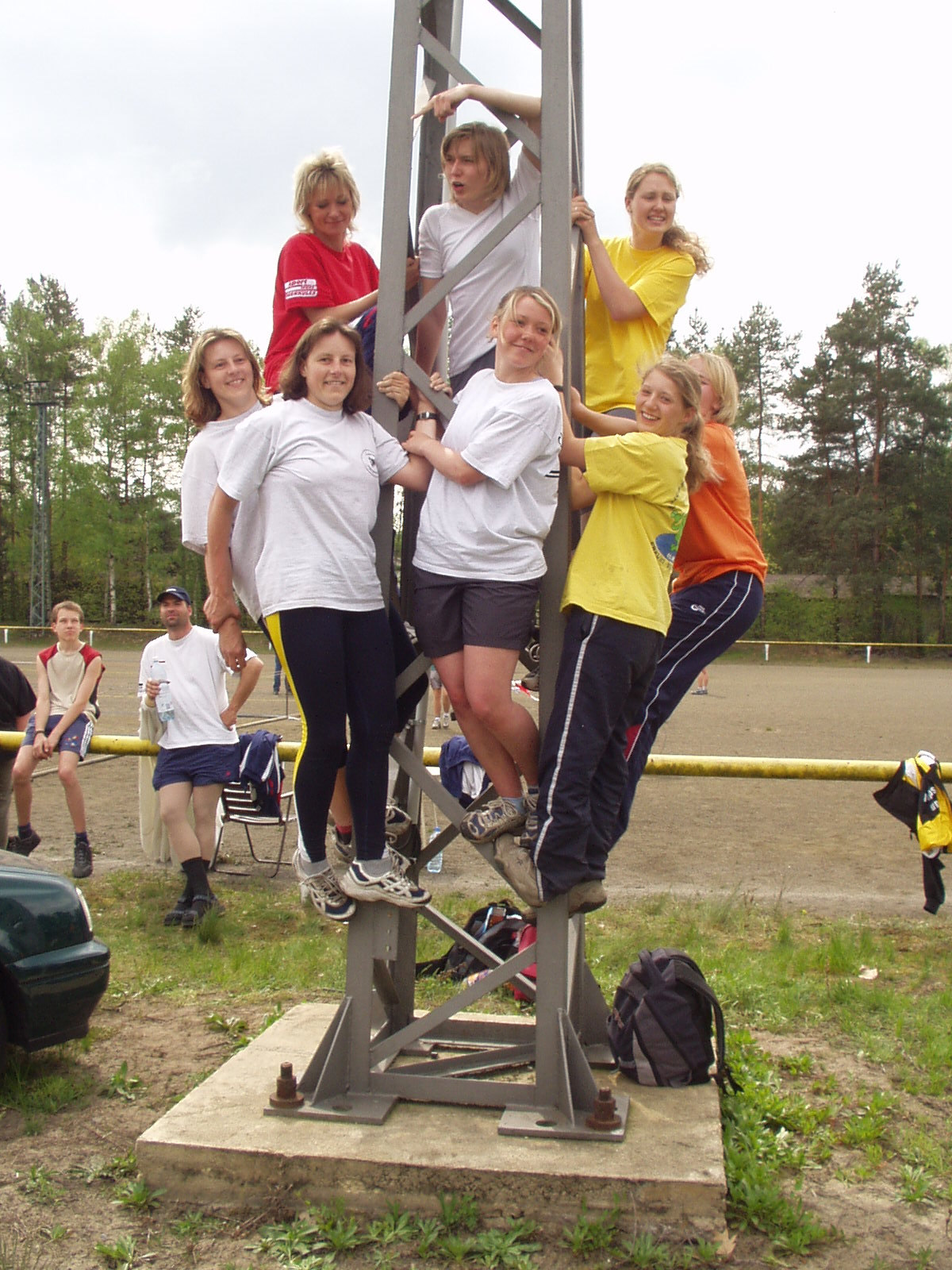
Die Damen der DSSV-Nationalmannschaft posieren 2004 beim Krabatpokal in Knappenrode (bei Hoyerswerda).

Jährlich führt der DSSV mehr als 70 Wettkämpfe auf verschiedenen Ebenen durch. Das Altersspektrum der Teilnehmer reicht von acht Jahren bis über 60 Jahren. Maßgeblich ist die Sportordnung für den Seesport des DSSV, in der die Wettkampfordnung, die Wettkampfregeln der Disziplinen, die Bestimmungen zur Bootstechnik, die Bewertungsregeln und die Rechtsordnung zusammengefasst sind. Die Bewertung erfolgt nach einem Punktsystem. Für alle Wettkämpfe mit dem Kutter ZK-10 ist die Klassenvorschrift bindend; die Segel müssen vermessen sein und eine Mindestausrüstung an Rettungsmitteln ist mitzuführen. In den Segel-, Lauf- und Schwimmdisziplinen werden die Regeln der nationalen und internationalen Sportfachverbände angewendet.
Jährlich veranstaltet der DSSV offene Deutsche Meisterschaften im Kutterrudern, im Kuttersegeln, im Seesportmehrkampf und im Ixylonmehrkampf. Traditionell findet außerdem ein Wettkampf um den Titel des Deutschen Wintermeisters in den seesportlichen Landdisziplinen statt.
Eine der großen Klassensegelregatten in Deutschland ist schon seit Jahrzehnten der Kampf ums Blaue Band vom Strelasund in Stralsund, am ersten Augustwochenende mit knapp hundert Kuttern ZK-10 und K-10. Nach der Wiedervereinigung kamen aus den alten Bundesländern als weitere Klasse die etwas größeren und trägeren Marinekutter mit Besatzungen der Deutschen Marine, der Bundespolizei, der Kieler Feuerwehr usw. hinzu. Zu den großen Kuttersegelregatten zählt auch die traditionelle Veranstaltung während der Kieler Woche.